# Liste der Stolpersteine in Ettlingen

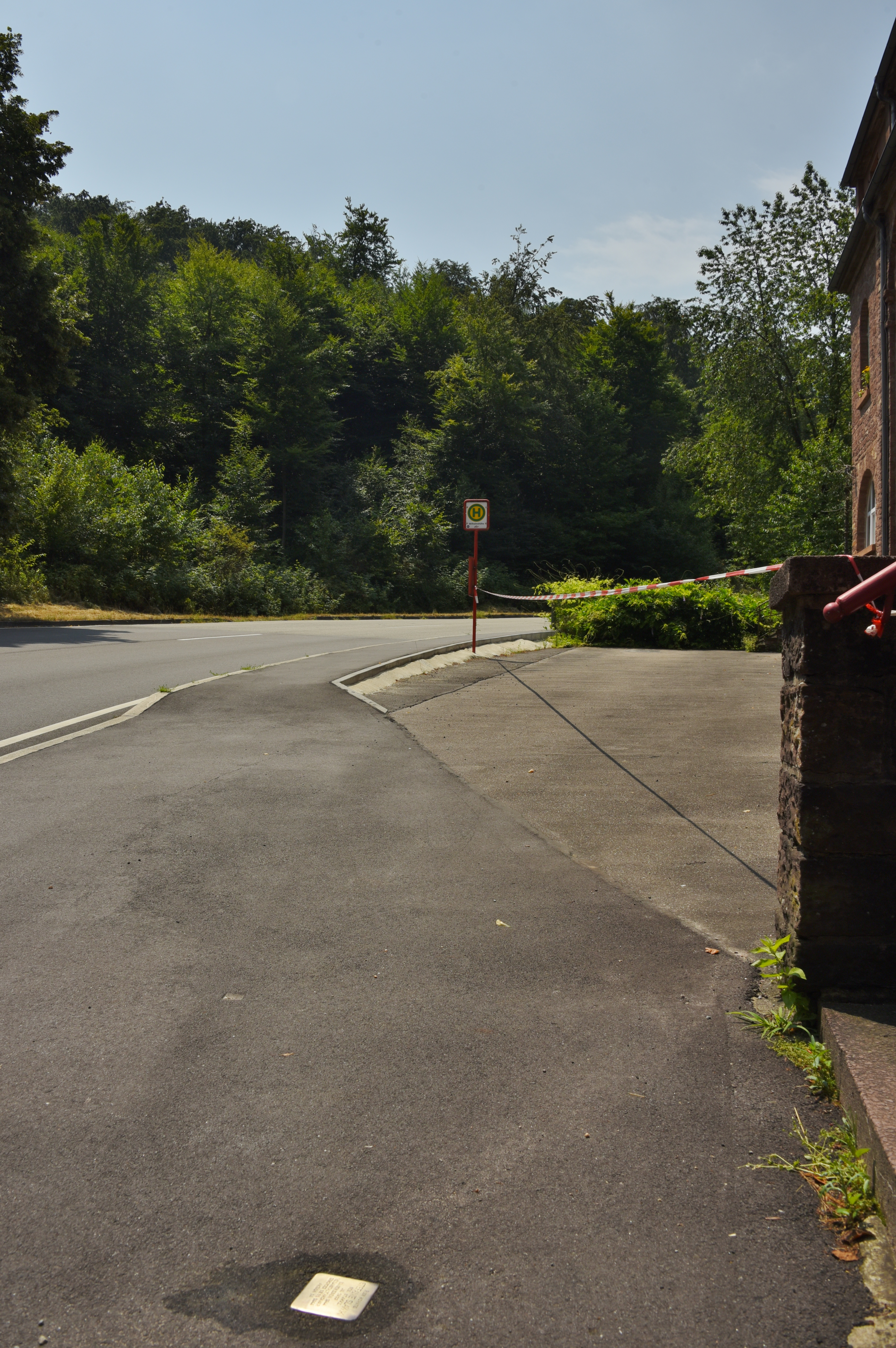
Stolperstein in Ettlingen

Die Liste der Stolpersteine in Ettlingen führt die vom Künstler Gunter Demnig verlegten Stolpersteine in der Stadt Ettlingen auf.
Die 10 cm × 10 cm × 10 cm großen Betonquader mit Messingtafel sind in den Bürgersteig vor jenen Häusern eingelassen, in denen die Opfer einmal zu Hause waren. Die Inschrift der Tafel gibt Auskunft über ihren Namen, ihr Alter und ihr Schicksal. Die Stolpersteine sollen dem Vergessen der Opfer der nationalsozialistischen Gewaltherrschaft entgegenwirken.

## Verlegte Stolpersteine
| Stolperstein | Inschrift | Verlegeort                                                | Name, Leben                   |
| --- | --- | --------------------------------------------------------- | ----------------------------- |
| Bild gesucht Die Wikipedia wünscht sich an dieser Stelle ein Bild vom Ort mit diesen Koordinaten 48.941725 8.410077 . Motiv: Stolperstein für Ottilie Baitsch Falls du dabei helfen möchtest, erklärt die Anleitung , wie das geht. BW           | HIER WOHNTE OTTILIE BAITSCH | Sternengasse 11                                           | Ottilie Baitsch               |
| Bild gesucht Die Wikipedia wünscht sich an dieser Stelle ein Bild vom Ort mit diesen Koordinaten 48.947157 8.393268 . Motiv: Stolperstein für Karl Bastian Falls du dabei helfen möchtest, erklärt die Anleitung , wie das geht. BW              | HIER WOHNTE KARL BASTIAN | Rheinstraße 104                                           | Karl Bastian                  |
| Bild gesucht Die Wikipedia wünscht sich an dieser Stelle ein Bild vom Ort mit diesen Koordinaten 48.943471 8.400625 . Motiv: Stolperstein für Marie Baumann Falls du dabei helfen möchtest, erklärt die Anleitung , wie das geht. BW             | HIER WOHNTE MARIE BAUMANN | Rheinstraße 47                                            | Marie Baumann                 |
| Bild gesucht Die Wikipedia wünscht sich an dieser Stelle ein Bild vom Ort mit diesen Koordinaten 48.939983 8.408562 . Motiv: Stolperstein für Hedwig Becker Falls du dabei helfen möchtest, erklärt die Anleitung , wie das geht. BW             | HIER WOHNTE HEDWIG BECKER | Leopoldstraße 48                                          | Hedwig Becker                 |
| Bild gesucht Die Wikipedia wünscht sich an dieser Stelle ein Bild vom Ort mit diesen Koordinaten 48.898987 8.405659 . Motiv: Stolperstein für Franz Adalbert Blödt Falls du dabei helfen möchtest, erklärt die Anleitung , wie das geht. BW      | HIER WOHNTE FRANZ ADALBERT BLÖDT | Lange Straße 2                                            | Franz Adalbert Blödt          |
| | HIER WOHNTE EMIL BODENHEIMER JG. 1880 DEPORTIERT 1940 TOT IN GURS                                                                           | Pforzheimer Straße 10 ·                                   | Emil Bodenheimer              |
| | HIER WOHNTE HELENE BODENHEIMER GEB. REICH JG. 1881 HERZSCHLAG BEI EINER RAZZIA DER GESTAPO TOT 8.5.1940                                     | Pforzheimer Straße 10 ·                                   | Helene Bodenheimer geb. Reich |
| | HIER WOHNTE LUDWIG BODENHEIMER JG. 1883 DEPORTIERT 1940 GURS TOT 9.12.1941                                                                  | Pforzheimer Straße 10 ·                                   | Ludwig Bodenheimer            |
| | HIER WOHNTE GUSTAV BÜRCK JG. 1896 EINGEWIESEN HEILANSTALT ILLENAU ‚VERLEGT‘ 1940 GRAFENECK ERMORDET 10.10.1940 AKTION T4                    | Sternengasse 23 ·                                         | Gustav Bürck                  |
| Bild gesucht Die Wikipedia wünscht sich an dieser Stelle ein Bild vom Ort mit diesen Koordinaten 48.928941 8.363723 . Motiv: Stolperstein für Petr Cholodenkow Falls du dabei helfen möchtest, erklärt die Anleitung , wie das geht. BW          | PETR CHOLODENKOW | Herbststraße / Ecke Sommerstraße                          | Petr Cholodenkow              |
| | HIER WOHNTE MAX FALK JG. 1878 EINGEWIESEN HEILANSTALT HUB ‚VERLEGT‘ 1940 GRAFENECK ERMORDET 10.7.1940 AKTION T4                             | Asamweg 3                                                 | Max Falk                      |
| Bild gesucht Die Wikipedia wünscht sich an dieser Stelle ein Bild vom Ort mit diesen Koordinaten 48.940334 8.409852 . Motiv: Stolperstein für Otto Frank Falls du dabei helfen möchtest, erklärt die Anleitung , wie das geht. BW                | HIER WOHNTE OTTO FRANK | Kanalstraße 1                                             | Otto Frank                    |
| | HIER WOHNTE ALEXEJ GAWRILOW JG. UNBEKANNT ZWANGSARBEITER VON GESTAPO GEFOLTERT ERHÄNGT AUFGEFUNDEN 2.10.1944                                | Sternengasse 18, · (Einfahrt zum Parkplatz der Polizei) · | Alexej Gawrilow               |
| Bild gesucht Die Wikipedia wünscht sich an dieser Stelle ein Bild vom Ort mit diesen Koordinaten 48.929453 8.387954 . Motiv: Stolperstein für Josef Grünling Falls du dabei helfen möchtest, erklärt die Anleitung , wie das geht. BW            | HIER WOHNTE JOSEF GRÜNLING | Morgenstraße an der Einfahrt zur dortigen Sackgasse       | Josef Grünling                |
| Bild gesucht Die Wikipedia wünscht sich an dieser Stelle ein Bild vom Ort mit diesen Koordinaten 48.89896 8.403806 . Motiv: Stolperstein für Eugen Günter Falls du dabei helfen möchtest, erklärt die Anleitung , wie das geht. BW               | HIER WOHNTE EUGEN GÜNTER | Lange Straße 30                                           | Eugen Günter                  |
| Bild gesucht Die Wikipedia wünscht sich an dieser Stelle ein Bild vom Ort mit diesen Koordinaten 48.938077 8.406279 . Motiv: Stolperstein für Erwin Haas Falls du dabei helfen möchtest, erklärt die Anleitung , wie das geht. BW                | HIER WOHNTE ERWIN HAAS | Schlossgartenstraße 35                                    | Erwin Haas                    |
| | HIER WOHNTE HERMANN HIRSCH JG. 1883 DEPORTIERT 1940 GURS ERMORDET IN AUSCHWITZ                                                              | Rheinstraße 8                                             | Hermann Hirsch                |
| | HIER WOHNTE JEANETTE HIRSCH GEB. KUHN JG. 1867 DEPORTIERT 1940 GURS ERMORDET IN AUSCHWITZ                                                   | Rheinstraße 8                                             | Jeanette Hirsch geb. Kuhn     |
| | HIER WOHNTE FRIEDA HORNBERGER GEB. MITSCH JG. 1868 EINGEWIESEN HEILANSTALT EMMENDINGEN 'VERLEGT‘ 1940 GRAFENECK ERMORDET 6.8.1940 AKTION T4 | Elisabethstraße 13                                        | Frieda Hornberger geb. Mitsch |
| Bild gesucht Die Wikipedia wünscht sich an dieser Stelle ein Bild vom Ort mit diesen Koordinaten 48.940726 8.413854 . Motiv: Stolperstein für Josef Kistner Falls du dabei helfen möchtest, erklärt die Anleitung , wie das geht. BW             | HIER WOHNTE JOSEF KISTNER | Pforzheimer Straße 51                                     | Josef Kistner                 |
| Bild gesucht Die Wikipedia wünscht sich an dieser Stelle ein Bild vom Ort mit diesen Koordinaten 48.943748 8.398273 . Motiv: Stolperstein für Emil Köhler Falls du dabei helfen möchtest, erklärt die Anleitung , wie das geht. BW               | HIER WOHNTE EMIL KÖHLER JG. 1915 EINGEWIESEN HEILANSTALT EMMENDINGEN 'VERLEGT' 6.9.1940 GRAFENECK ERMORDET 6.9.1940 'AKTION T4'             | Karl-Friedrich-Straße 11                                  | Emil Köhler                   |
| Bild gesucht Die Wikipedia wünscht sich an dieser Stelle ein Bild vom Ort mit diesen Koordinaten 48.94206 8.408344 . Motiv: Stolperstein für Emil Köhler Falls du dabei helfen möchtest, erklärt die Anleitung , wie das geht. BW                | HIER WOHNTE EMIL KÖHLER JG. 1913 HEILANSTALT HERTEN 'VERLEGT' 20.8.1940 GRAFENECK ERMORDET 20.8.1940 'AKTION T4'                            | Kronenstraße 5                                            | Emil Köhler                   |
| Bild gesucht Die Wikipedia wünscht sich an dieser Stelle ein Bild vom Ort mit diesen Koordinaten 48.940843 8.406488 . Motiv: Stolperstein für Berta Krieg Falls du dabei helfen möchtest, erklärt die Anleitung , wie das geht. BW               | HIER WOHNTE BERTA KRIEG | Badener-Tor-Straße 1                                      | Berta Krieg                   |
| Bild gesucht Die Wikipedia wünscht sich an dieser Stelle ein Bild vom Ort mit diesen Koordinaten 48.938878 8.411391 . Motiv: Stolperstein für Elisabeth Kuch Falls du dabei helfen möchtest, erklärt die Anleitung , wie das geht. BW            | HIER WOHNTE ELISABETH KUCH | Schöllbronner Straße 6                                    | Elisabeth Kuch                |
| Bild gesucht Die Wikipedia wünscht sich an dieser Stelle ein Bild vom Ort mit diesen Koordinaten 48.937858 8.413824 . Motiv: Stolperstein für Maria Küstner Falls du dabei helfen möchtest, erklärt die Anleitung , wie das geht. BW             | HIER WOHNTE MARIA KÜSTNER | Schöllbronner Straße 34                                   | Maria Küstner                 |
| Bild gesucht Die Wikipedia wünscht sich an dieser Stelle ein Bild vom Ort mit diesen Koordinaten 48.928941 8.363723 . Motiv: Stolperstein für Michail Kutkov Falls du dabei helfen möchtest, erklärt die Anleitung , wie das geht. BW            | MICHAIL KUTKOV | Herbststraße / Ecke Sommerstraße                          | Michail Kutkov                |
| | HIER WOHNTE AUGUST LEGLEITER JG. 1878 EINGEWIESEN HEILANSTALT HUB ‚VERLEGT‘ 1940 GRAFENECK ERMORDET 10.7.1940 AKTION T4                     | Entengasse 10                                             | August Legleiter              |
| Bild gesucht Die Wikipedia wünscht sich an dieser Stelle ein Bild vom Ort mit diesen Koordinaten 48.942784 8.399606 . Motiv: Stolperstein für Emilie Link Falls du dabei helfen möchtest, erklärt die Anleitung , wie das geht. BW               | HIER WOHNTE EMILIE LINK | Zehntwiesenstraße 7                                       | Emilie Link                   |
| Bild gesucht Die Wikipedia wünscht sich an dieser Stelle ein Bild vom Ort mit diesen Koordinaten 48.940933 8.414803 . Motiv: Stolperstein für Anna Elisabeth Lumpp Falls du dabei helfen möchtest, erklärt die Anleitung , wie das geht. BW      | HIER WOHNTE ANNA ELISABETH LUMPP | Augustastraße 5                                           | Anna Elisabeth Lumpp          |
| | HIER WOHNTE FRIEDA MAYER GEB. LÖB JG. 1862 DEPORTIERT 1940 GURS TOT 21.12.1940                                                              | Rheinstraße 8                                             | Frieda Mayer geb. Löb         |
| | HIER WOHNTE HERMANN MAYER JG. 1897 DEPORTIERT 1940 GURS ERMORDET IN AUSCHWITZ                                                               | Hirschgasse 5                                             | Hermann Mayer                 |
| | HIER WOHNTE MARTHA MAYER GEB. FRANK JG. 1907 DEPORTIERT 1940 GURS ERMORDET IN AUSCHWITZ                                                     | Hirschgasse 5                                             | Martha Mayer geb. Frank       |
| | HIER WOHNTE ANATOLI OLSCHANKO JG. 1923 ZWANGSARBEITER VON GESTAPO MISSHANDELT TOT AN FOLGEN 1944                                            | Sternengasse 18, (Einfahrt zum Parkplatz der Polizei)     | Anatoli Olschanko             |
| Bild gesucht Die Wikipedia wünscht sich an dieser Stelle ein Bild vom Ort mit diesen Koordinaten 48.928941 8.363723 . Motiv: Stolperstein für Peter Preyjoschka Falls du dabei helfen möchtest, erklärt die Anleitung , wie das geht. BW         | PETER PREYJOSCHKA | Herbststraße / Ecke Sommerstraße                          | Peter Preyjoschka             |
| | HIER WOHNTE OTTO RUTSCHMANN JG. 1894 EINGEWIESEN HEILANSTALT ILLENAU ‚VERLEGT‘ 1940 GRAFENECK ERMORDET 18.5.1940 AKTION T4                  | Albstraße 21                                              | Otto Rutschmann               |
| Bild gesucht Die Wikipedia wünscht sich an dieser Stelle ein Bild vom Ort mit diesen Koordinaten 48.928941 8.363723 . Motiv: Stolperstein für Ivan Sagornsnika Falls du dabei helfen möchtest, erklärt die Anleitung , wie das geht. BW          | IVAN SAGORNSNIKA | Herbststraße / Ecke Sommerstraße                          | Ivan Sagornsnika              |
| | HIER WOHNTE WILLI SCHEURER JG. 1925 EINGEWIESEN 1943 ‘HEILANSTALT’ HADAMAR ERMORDET 20.6.1944 AKTION T4                                     | Pforzheimer Straße 57                                     | Willi Scheurer                |
| Bild gesucht Die Wikipedia wünscht sich an dieser Stelle ein Bild vom Ort mit diesen Koordinaten 48.929526 8.38778 . Motiv: Stolperstein für Helene Schneider Falls du dabei helfen möchtest, erklärt die Anleitung , wie das geht. BW           | HIER WOHNTE HELENE SCHNEIDER | Morgenstraße 12                                           | Helene Schneider              |
| Bild gesucht Die Wikipedia wünscht sich an dieser Stelle ein Bild vom Ort mit diesen Koordinaten 48.941611 8.410002 . Motiv: Stolperstein für Karl Friedrich Schweigert Falls du dabei helfen möchtest, erklärt die Anleitung , wie das geht. BW | HIER WOHNTE KARL FRIEDRICH SCHWEIGERT | Sternengasse 9                                            | Karl Friedrich Schweigert     |
| | HIER WOHNTE STEFANIE SLAWIK GEB. STAWAZ JG. 1902 EINGEWIESEN 1944 'HEILANSTALT' HADAMAR ERMORDET 17.11.1944 AKTION T4                       | Schöllbronner Straße 86 (Hauptgebäude der Wilhelmshöhe)   | Stefanie Slawik geb. Stawaz   |
| | HIER WOHNTE ANNA SPIELMANN GEB. HOFFERT JG. 1894 ABGESCHOBEN 1939 NACH POLEN 1942 GHETTO KOLBUSZOWA ?                                       | Marktstraße 6                                             | Anna Spielmann geb. Hoffert   |
| | HIER WOHNTE HELENE SPIELMANN JG. 1929 ABGESCHOBEN 1939 NACH POLEN ?                                                                         | Marktstraße 6                                             | Helene Spielmann              |
| | HIER WOHNTE LAZARUS SPIELMANN JG. 1919 ABGESCHOBEN 1938 NACH POLEN ?                                                                        | Marktstraße 6                                             | Lazarus Spielmann             |
| | HIER WOHNTE LINA SPIELMANN JG. 1923 ABGESCHOBEN 1939 NACH POLEN ?                                                                           | Marktstraße 6                                             | Lina Spielmann                |
| | HIER WOHNTE MOSES SPIELMANN JG. 1926 ABGESCHOBEN 1939 NACH POLEN ?                                                                          | Marktstraße 6                                             | Moses Spielmann               |
| | HIER WOHNTE PAUL SPIELMANN JG. 1893 ABGESCHOBEN 1938 NACH POLEN ?                                                                           | Marktstraße 6                                             | Paul Spielmann                |
| | HIER WOHNTE SIGMUND SPIELMANN JG. 1927 ABGESCHOBEN 1939 NACH POLEN ?                                                                        | Marktstraße 6                                             | Sigmund Spielmann             |
| Bild gesucht Die Wikipedia wünscht sich an dieser Stelle ein Bild vom Ort mit diesen Koordinaten 48.928941 8.363723 . Motiv: Stolperstein für Iwan Tetaschenko Falls du dabei helfen möchtest, erklärt die Anleitung , wie das geht. BW          | IWAN TETASCHENKO | Herbststraße / Ecke Sommerstraße                          | Iwan Tetaschenko              |
| | HIER WOHNTE BORIS TROPKIN JG. 1916 ZWANGSARBEITER VON GESTAPO MISSHANDELT TOT AN FOLGEN 2.10.1944                                           | Sternengasse 18, (Einfahrt zum Parkplatz der Polizei)     | Boris Tropkin                 |
| Bild gesucht Die Wikipedia wünscht sich an dieser Stelle ein Bild vom Ort mit diesen Koordinaten 48.928118 8.36827 . Motiv: Stolperstein für Irmgard Adelheid Wipfler Falls du dabei helfen möchtest, erklärt die Anleitung , wie das geht. BW   | IRMGARD ADELHEID WIPFLER | Luitfriedstraße 24                                        | Irmgard Adelheid Wipfler      |

## Verlegedaten
Die Stolpersteine von Ettlingen wurden von Gunter Demnig an folgenden Tagen verlegt:
- 11. Oktober 2010: Asamweg 3, Hirschgasse 5, Marktstraße 6, Pforzheimer Straße 10 und 57, Rheinstraße 8, Schöllbronner Straße 86, Sternengasse 18 und 23
- 15. Juli 2011: Albstraße 21, Elisabethstraße 13, Entengasse 10